# Le Patriote de Saint-Étienne
Le Patriote de Saint-Étienne est un quotidien régional français qui a été publié dans les années 1940 et les années 1950 dans la région de Saint-Étienne.

## Histoire

### Résistance
Pendant la Seconde Guerre mondiale, Le Patriote est l'organe du Front national, mouvement de résistance de la Loire. Il fait partie des journaux fondateurs de l'Union française de l'information, agence de presse qui regroupe près d'une centaine de journaux locaux résistants. D'autres prendront une dénomination proche, comme Le Patriote du Sud-Ouest, basé à Toulouse.

### Libération
Après la Seconde Guerre mondiale, Le Patriote devient le quotidien régional du PCF et compte parmi ses contributeurs réguliers les personnalités du PCF de la Loire, de grands résistants comme Joseph Sanguedolce et Théo Vial-Massat, maires de Saint-Étienne et de Firminy, ou encore le sénateur Claudius Buard. Parmi eux également, le député Albert Masson et le bouillant Marius Patinaud, député et adjoint au maire de Saint-Étienne ,, nommé sous-secrétaire d’État au Travail et à la Sécurité sociale en janvier 1946, dans le gouvernement Félix Gouin.

### La guerre d'Indochine
Alors que des révélations sur les atrocités en Indochine ont été effectuées par un autre quotidien, Ouest Matin, le journal est au cœur de l'"affaire de Roanne", qui commence au matin du 23 mars 1950 avec un article du quotidien appelant, tout comme des affiches de la CGT, à une manifestation pour s’opposer au départ d’un train de l’armée le jour même, porteur de cinq automitrailleuses, à destination de l’école militaire de Coëtquidan. L'affaire rappelle la prise de deux automitrailleuses par la foule lors des manifestations de novembre 1947. Parmi les militants de la CGT, 16 sont arrêtés et  déférés devant le tribunal militaire de Lyon pour « provocation », « action et préparation ayant eu pour but d’entraver la circulation du matériel destiné à la Défense Nationale », une infraction à loi du 11 mars 1950. Plusieurs autres sont arrêtés quelques jours plus tard. Lucien Benoit, journaliste au Patriote fait partie des personnes arrêtées. La direction du PCF choisit des avocats correspondant à sa stratégie « de publiciser ses principaux thèmes de propagande », via des articles dans la presse communiste consacré à la répression des protestataires contre la guerre d’Indochine, en parlant des « combattants de Roanne ». L'affaire se termine  le 26 août 1950 par l’acquittement général des accusés, célébré par cette presse communiste, pour faire monter d'autres mobilisations.

### La crise du début des années 1950
Le directeur du Patriote sera écarté du PCF, tout comme Marius Patinaud, alors président de l'Union française de l'information, en février 1953 en même temps que 3 autres personnalités PCF du secteur.
Le quotidien tirait encore à 50 000 exemplaires par jour en 1950-51 mais il en est déjà à son vingt-cinquième procès en janvier 1950 et se retrouve par exemple condamné 31 octobre car il avait accusé Max Lejeune, secrétaire d'État à la guerre, d'avoir « piétiné la République avec Pétain, sous Vichy ». Les trois signataires de l'article, syndicalistes à l'arsenal de Roanne, sont condamnés chacun à 15 000 francs d'amende. Aux législatives de 1951, le PCF perd une partie des députés qu’il avait obtenus en novembre 1946, en raison des biais délibérément créés par la loi des apparentements.
Le journal, basé rue Gérentet, va souffrir de la crise de la presse communiste, qui prend forme à Toulouse, avec Le Patriote du Sud-Ouest, en faillite dès l'année 1955, pénalisé par un ton particulièrement virulent depuis au moins 1952, puis s'aggrave en 1949-1953. Il est abonné aux dépêches de l'Union française de l'information, une agence de presse proche du PCF, dans une période de baisse globale du tirage des quotidiens communistes régionaux, au moment après les purges staliniennes de 1949 et leurs conséquences sur la couverture de l'UFI, y compris sportive comme lors du  match France-Yougoslavie du 30 octobre 1949. Il perd près d'un cinquième de son tirage en seulement 8 mois, dans le sillage de la crise de l'été 1952, qui voit l'éviction de la direction du PCF d'André Marty et Charles Tillon.
| Année  | Juin 1952 | Septembre 1952 | Décembre 1952 | Février 1953 |
| Tirage | 54.100    | 46.000         | 45.000        | 43.7000      |

Il a face à lui L'Espoir, quotidien d'inspiration gaulliste animé par Michel Durafour et Jean Nocher, le plus lu de la région stéphanoise, dont le titrage avait atteint en 1949 près de 150 000 exemplaires, en récupérant une partie du lectorat de La Tribune républicaine, accusée en 1946 d'être encore sous la dépendance des anciens propriétaires d'avant-guerre, avant d'être concurrencé, tout comme Le Patriote, par la reparution de cette dernière le 31 août 1951 sous le nom de Tribune du centre et du sud-est avec une étiquette socialiste, d'autant qu'avec L’Espoir et La Dépêche, elle s'associe au sein de la SOGEP (Société de Gestion, d’Édition et de Publicité) pour partager, pendant une douzaine d'années, les coûts de la gestion, de publicité, et de conception de certaines pages autres que politiques.

### Le recentrage sur un seul département en 1956
En juin 1956, le PCF annonce que trois de ses quotidiens de province ferment : Nouvelles de Bordeaux, dont le tirage était tombé à 30 000 exemplaires, Patriote de Toulouse, revenu à 30 000 exemplaires, et Ouest-Matin, qui est lui tombé à seulement 20 000 exemplaires par jour, en invoquant « des charges trop lourdes qu'ils devaient supporter ». Un quatrième, Le Patriote de Saint-Étienne, qui ne diffuse plus que 25 000 exemplaires, a décidé au même moment de supprimer ses éditions de l'Allier, du Puy-de-Dôme, de la Haute-Loire et de la Vienne, seule celle de la Loire continuant à paraître, imprimée à Lyon. Même démarche de recentrage extrême pour Les Allobroges de Grenoble, tombé à 65 000 exemplaires, qui supprime ses éditions des deux Savoies, de l'Ardèche, de la Drôme et des Hautes-Alpes, se recentrant sur le seul département de l'Isère.
Le Patriote devient hebdomadaire quand son dernier numéro paraît le 10 décembre 1958. Le PCF demande alors aux lecteurs de le remplacer par le quotidien national L'Humanité.